# Rapsodia húngara n.º 8 (Liszt)
La Rapsodia húngara n.° 8, S.244/8, en fa sostenido menor, es la octava rapsodia húngara compuesta por Franz Liszt para piano solo. Fue compuesto en 1847 y publicado en 1853. Utiliza una melodía de la canción popular húngara Káka tövén költ a ruca en la sección lenta. Liszt también utilizó el tema del allegro en su poema sinfónico Hungaria (1856).
Una ejecución típica de la obra dura entre seis y siete minutos. Fue dedicado al barón Anton Augusz.

## Estructura
La primera parte de esta rapsodia está basada en una canción gitana escuchada por Liszt en el otoño de 1846, Káka tövén költ a ruca. La segunda parte se basa en la sección central de Víg szeszély csárdás de Mark Rózsavölgyi.